# Little Things of Venom
Little Things of Venom is het debuutalbum van de Belgische band Arid, dat voor het eerst uitgebracht werd in 1999 onder het Double T-label. In 2000 werd het opnieuw uitgebracht door Columbia Records onder de titel At the Close of Every Day.

## Tracklist
- Alle nummers zijn geschreven door Jasper Steverlinck en David Du Pré.

1. "At the Close of Every Day" – 3:41
2. "Too Late Tonight" – 4:01
3. "All Will Wait" – 3:47
4. "Little Things of Venom" – 4:35
5. "Believer" – 3:30
6. "Dearly Departed" – 5:41
7. "Me and My Melody" – 5:02
8. "World Weary Eyes" – 3:10
9. "Life" – 4:27
10. "Elegy" – 3:08

## Bonusnummers
Op de Australische en Amerikaanse versie was er een elfde nummer aanwezig, getiteld "Soirée", dat een lengte heeft van 5:13.

## Film
Het vierde liedje, "Little Things of Venom", werd gebruikt in de IMAX-3D-film Haunted Castle, waarin zanger Steverlinck ook zelf meespeelde.